# تیم ملی بسکتبال مردان آنتیگوآ و باربودا
تیم ملی بسکتبال آنتیگوا و باربودا نماینده  آنتیگوا و باربودا در مسابقات بین المللی است.
1. ↑  "FIBA Ranking Presented by Nike". FIBA. ۷ دسامبر ۲۰۲۱. Retrieved 7 December 2021.